# Anathallis sanchezii
Anathallis sanchezii är en orkidéart som först beskrevs av Carlyle August Luer och Alexander Charles Hirtz, och fick sitt nu gällande namn av Carlyle August Luer. Anathallis sanchezii ingår i släktet Anathallis och familjen orkidéer. Inga underarter finns listade i Catalogue of Life.